# الله‌پور
الله‌پور (به انگلیسی: Allahpur) یک منطقهٔ مسکونی در هند است که در اوتار پرادش واقع شده‌است.

## خصوصیات
الله‌پور ۲ کیلومترمربع مساحت دارد.